# Station Bydgoszcz Żółwin
Station Bydgoszcz Żółwin is een spoorwegstation in de Poolse plaats Bydgoszcz (Żółwin).